# زیمر اتومبیل
زیمر اتومبیل (انگلیسی: Zimmer) شرکت خودروسازی آمریکایی است، که در سال ۱۹۷۸ تأسیس شد.